# Листвянка (Україна)
Листвя́нка (раніше «Schönbaum» (Прекрасне дерево) або «Schönbrunn», німецька колонія поселенців № 4, а також «Листовка», «Листівка») — село в Україні, у Розівській селищній громаді Пологівського району Запорізької області. Населення становить 377 осіб. До 2018 орган місцевого самоврядування — Вишнюватська сільська рада.

## Географія
Село Листвянка розташоване на правому березі річки Кальчик, нижче за течією на відстані 2,5 км розташоване село Вишнювате. За 1 км розташоване село Біловеж. Землі села межують із Маріупольським районом Донецької області.

## Історія
Поселення було засновано у 1823 році на площі в 1592 десятин землі в 25 км на північно-західній від Володарська німецькими переселенцями (27 сімей) із Західної Пруссії (район Данцига), а також перейшли з нім. Tagelöhner, Молочної колонії.
За даними 1859 року у Шенбаумі над річкою Кальчик було 28 подвір'їв, 351 мешканця, 1 завод.

### Радянський період
У 1925—1939 роках село входило до складу Люксембурзького німецького національного району Маріупольської округи (з 1932 — Дніпропетровської області, з 1939 — Запорізької області).

### Незалежна Україна
12 червня 2020 року, відповідно до розпорядження Кабінету Міністрів України № 713-р «Про визначення адміністративних центрів та затвердження територій територіальних громад Запорізької області», увійшло до складу Розівської селищної громади.
19 липня 2020 року, в результаті адміністративно-територіальної реформи та ліквідації  Розівського району увійшло до складу Пологівського району.

## Суспільно-політичне життя

### Релігія
Протестантська деномінація — молитовний будинок менонітів.

### Світське життя
У 1912 році була початкова школа з чотирма класами освіти. Учитель села навчав 12 школярів.

## Відомі люди
Першими переселенцями, що заснували село, були: Дьорінг, Нельке, Паль (від нім. Stobbendorf, Маріенбург).
В селі народилася Шрейн Марта Албертівна (1938).
- Шеремета Катерина Федорівна — депутат Верховної Ради УРСР 8-9-го скликання.

## Статистика зміни чисельності населення
Жителів (по роках): 347 (1859), 570 (1912), 570 (1918), 388 (1919), 395 (1922).